# Monnières (Loira Atlántico)
 Monnières  es una población y comuna francesa, situada en la región de Países del Loira, departamento de Loira Atlántico, en el distrito de Nantes y cantón de Clisson.

## Demografía
| 953 | 941 | 1019 | 1235 | 1379 | 1541 |
| Para los censos de 1962 a 1999 la población legal corresponde a la población sin duplicidades (Fuente: INSEE [Consultar]) |     |      |      |      |      |